# 448-я ракетная бригада
448-я ракетная бригада имени С. П. Непобедимого (сокр. 448 рбр, в/ч 35535) — тактическое соединение Сухопутных войск Российской Федерации.
Ракетная бригада дислоцируется в Курской области и находится в составе 20-й гвардейской общевойсковой армии Московского военного округа ВС России.

## История
Ракетное соединение, дислоцированное в Курской области, сформировано 1 июля 1986 года в Группе советских войск в Германии (ГСВГ) из отдельных ракетных дивизионов, выведенных из состава дивизий. Ракетная бригада находилась в составе 3-й армии с пунктом постоянной дислокации в деревне Борн. В 1993 году бригада передислоцирована в Курск в состав 20-й гвардейской армии, также ранее находившейся в составе ГСВГ.
Указом Президента Российской Федерации № 444, от 2 августа 2021 года, 448-й ракетной бригаде присвоено имя С. П. Непобедимого.
13 апреля 2025 года 112-я и 448-я ракетные бригады нанесли два баллистических удара по украинскому областному центру Сумы, в результате чего погибли 36 мирных жителей, 125 пострадали.

## Основное вооружение
На основном вооружении соединения, с самого дня его основания и до 2019 года, находились тактические ракетные комплексы (ТРК) 9К79-1 «Точка-У» производства Воткинского машиностроительного завода. На 2018 год 448-я ракетная бригада оставалась единственным ракетным соединением с ТРК «Точка-У» в рядах ВС России.
С ноября 2019 года соединение перевооружено на оперативно-тактический комплекс (ОТРК) «Искандер-М».

## Полигоны
Основными учебными полигонами, в которых военнослужащие бригады отрабатывают боевые навыки, являются «Капустин Яр» и Лужский артиллерийский полигон.